# John Deehan
John Matthew Deehan (Solihull, 6 augustus 1957) is een voormalig Engels voetballer, die speelde als aanvaller. Hij beëindigde zijn profloopbaan in 1991 bij Barnsley en stapte vervolgens het trainersvak in.